# 1-528КП-41, -42, -43
1-528КП-41, -42, −43 — советские типовые серии кирпичных жилых домов, иногда объединяемые ввиду конструктивной схожести.

## Описание

### 1-528КП-41, −43
Девятиэтажные дома серии 1-528КП-41 — широко распространённый в Санкт-Петербурге тип многосекционного дома. Их проектировали с учётом норм, установленных в 1963 году. Разработчиком проекта является ЛенЗНИИЭП (Ленпроект). Серия возводилась в 1963—1970-х годах, часто для ЖСК.
Квартиры в таких домах 1-, 2-, 3-комнатные, комнаты от 9,8 до 21,6 м2; кухни — от 5,5 м2 в рядовых трёхкомнатных квартирах до 8,3 м2 в одно- и двухкомнатных. В однокомнатных квартирах санузел совмещённый, в остальных — раздельный. В трёхкомнатных квартирах одна из комнат проходная. Дома оснащены пассажирским лифтом и мусоропроводом. Лифт расположен на межэтажной площадке. Нетипичной для девятиэтажных домов особенностью является существование домов без центрального горячего водоснабжения, оборудованных газовыми колонками. Колонки преимущественно размещены в ванных, реже — на кухнях.
Имеется сходство с панельными домами 606-й серии: фасад со стороны входа в парадную на каждой секции образует ризалит, лестничная площадка коридорного типа. Однако габариты секций и планировки у 606 и 1-528КП-41 различаются.
К плюсам серии относят хорошую тепло- и звукоизоляцию по сравнению с панельными домами того же периода; «Г-образные» прихожие, отделенные от остальной части квартиры. Это позволяет перемещаться между кухней, санузлом и комнатами, не заходя в "грязную" зону прихожей с уличной обувью.
К минусам можно отнести одну длинную и узкую комнату в 3-комнатных квартирах.

#### Типовые проекты
- 1-528КП-41-231 — 4 секции, 231 квартира. На лестничной площадке 6 квартир, в крайних секциях 7 квартир;
- 1-528КП-41-287 — 4 секции, 247 квартир. На лестничной площадке 8 квартир.

Единично встречаются 3-секционные и 8-секционные здания (представляющие собой, по сути, два построенных впритык торцами 4-секционных), встречаются здания с поворотными секциями. В частности, в Санкт-Петербурге на улице Турку стоит 10-секционное здание из которых две секции поворотных.

#### Распространение
Дома серии строились с 1963 по 1978 год. Здания построены в Ангарске (один дом), Омске (десять домов, один из которых трёхподъездный), Казани (четыре дома) и Санкт-Петербурге, в том числе в Красном Селе (пять домов) и в Колпино (шесть домов), всего 160 зданий. Всего выстроено 175 зданий.

### 1-528КП-42

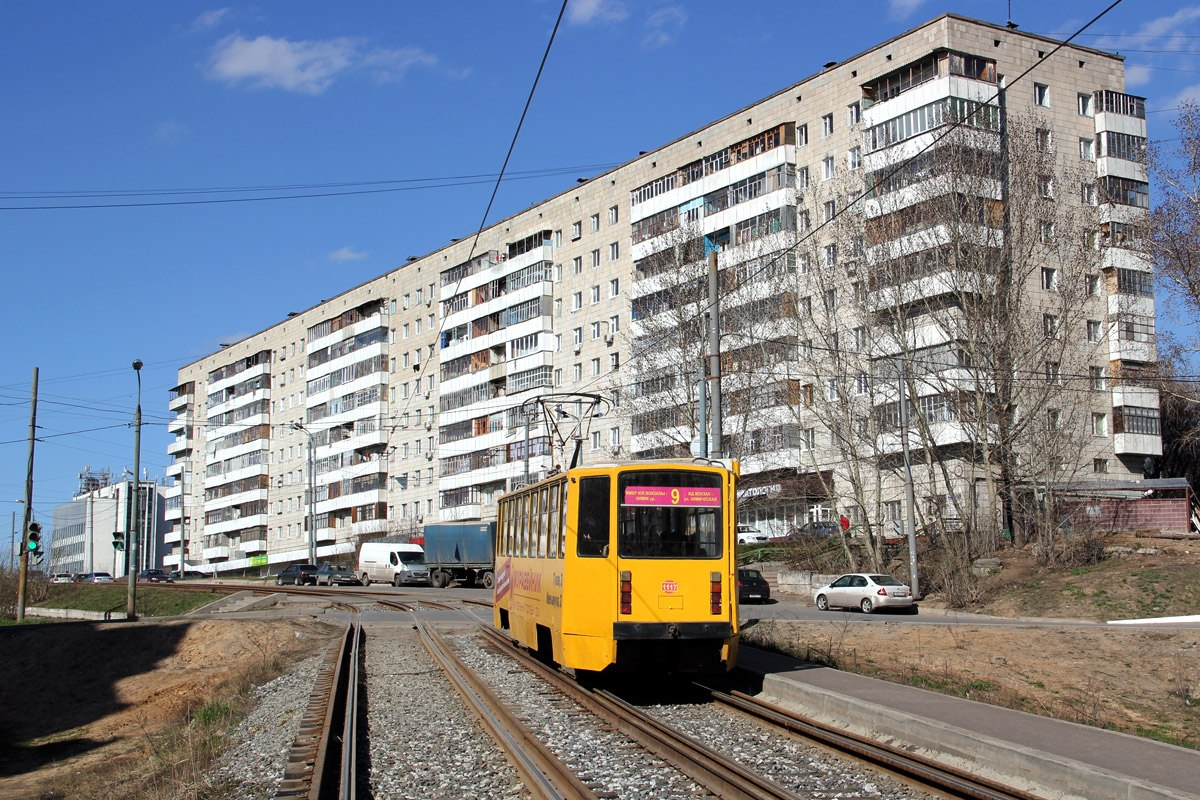
1-528КП-42 в Казани

Серия 1-528КП-42 имеет идентичные с 1-528КП-41 материалы постройки, габариты и схожие планировки центральных секций (отличие в том, что лифт расположен на этажной площадке по центру, реже справа от лестницы). Основная разница заключается в том, что первый этаж такого здания изначально приспособлен под коммерцию, имеет значительную высоту и витрины. Второй этаж технический (его не указывают, считая здание за 9-этажное), 3—10 — жилые. Крайние секции у 1-528КП-42 укорочены, выходя на торец своей широкой частью, имеют по 5 квартир на лестничной площадке и балконы на углах фасада. В остальных секциях на этаже по 7 квартир.

#### Типовые проекты
- 1-528КП-42-248 — 5 секций, 248 квартир;
- 1-528КП-43 — 6 секций, 304 квартиры.

#### Распространение
Дома серии строились с 1963 по 1978 годы. Здания построены в Нижнем Новгороде (три дома −42 и два дома −43), Казани (восемнадцать домов −42), Туле (один дом −42) и Санкт-Петербурге (в том числе Колпино (два дома) и посёлок Понтонный (один дом), всего 36 зданий −42, а также десять домов −43).

### Не реализованные проекты
- 1-528КП-44 — 5 секций, 332 квартиры (однокомнатных — 152, двухкомнатных — 148, трёхкомнатных — 32);
- 1-528КП-46 — мог являться прототипом планировочного решения проекта 1-528КП-42.

### 131
На базе 1-528КП-42 была разработана так называемая серия 131 с укороченными секциями и 1-, 3-комнатными квартирами.

#### Распространение
Дома серии строились в 1978—1979 годах. Здания построены в Санкт-Петербурге (в том числе один дом в посёлке Понтонный, всего шесть домов).

### Фотогалереи и базы данных
- Список домов проекта 1-528КП-41.
  - Список домов проекта 1-528КП-41-231.
  - Список домов проекта 1-528КП-41-287.
- Список домов проекта 1-528КП-42.
  - Список домов проекта 1-528КП-42-248.
- Список домов проекта 1-528КП-43.
- Список домов проекта 1-528КП-44.
- Список домов проекта 1-528КП-46.
- Список домов серии 131.
  - Список домов проекта 131-04.1.